# Битча
Битча (словац. Bytča, нем. Grossbitsch, венг. Nagybiccse, иногда рус. Бытча) — город в северно-западной Словакии недалеко от Жилины. Население — около 11,3 тыс. человек.

## История
Город возник в 1946 году объединением трёх поселений — Мала Битча, Велька Битча и Глиник над Вагом. 
Велька Битча впервые упоминается в 1246 году. В 1378 получает городские права.

## Население
| Год:                | 1994   | 2004    | 2014    | 2024    |
| ------------------- | ------ | ------- | ------- | ------- |
| Количество человек: | 12 186 | 11 506  | 11 279  | 11 634  |
| Разница:            |        | −5,58 % | −1,97 % | +3,14 % |

## Достопримечательности
- Битчьянский Град
- Костёл всех святых
- Костёл св. Варвары
- Битчевская синагога

## Известные уроженцы
- Йозеф Тисо (1887—1947) — словацкий римско-католический священник, теолог и политик, президент Первой словацкой республики под немецким протекторатом.

## Города-побратимы
- Каролинка, Чехия
- Опочно, Польша